# 池内沙織
池内 沙織（いけうち さおり、1982年9月15日 - ）は、日本の政治家。日本共産党所属の元衆議院議員（1期）。選挙運動などでは池内さおりの表記を使う。

## 経歴
愛媛県松山市に生まれる。両親は飲食店を営んでいた。小中学校ではバスケットボール部に所属。2001年3月、愛媛県立松山東高等学校卒業。同年4月に中央大学法学部法律学科に入学し、法律を学びながら仲間とロックバンドを結成し、ヴォーカルとしてライブ活動をしていた。

### 民青加盟・日本共産党入党
中央大学在学中に日本共産党学生党員であった友人に誘われて、日本民主青年同盟（民青同盟）に加盟した。2003年2月、21歳のときにその友人の紹介で、小林多喜二を描いた三浦綾子の小説『母』を読む。そこから小林多喜二を知り、「党員作家、小林多喜二の生きざまに感銘を受け」、日本共産党に入党した。

### 大卒後・日本民主青年同盟専従時代
2006年3月に卒業後、日本民主青年同盟東京都委員会所属の専従活動家となる。同年12月に東京都委員会副委員長となった。
2009年の第45回衆議院議員総選挙に東京12区より出馬し落選（31,475票，得票率11.98%）。
2012年の第46回衆議院議員総選挙に東京12区（比例東京ブロックとの重複立候補）より出馬し、小選挙区と比例区共に落選した（41,934票，得票率18.91%，惜敗率36.77%。比例区484,365票，得票率7.41%）。
2013年の第23回参議院議員通常選挙に参議院比例区より出馬し落選した（個人票6,387。政党票5,154,055，得票率9.68%）。

### 衆議院議員時代
2014年の第47回衆議院議員総選挙に東京12区（比例東京ブロックとの重複立候補）より出馬。同選挙区は公明党の太田昭宏、生活の党の青木愛、次世代の党の田母神俊雄らが出馬し乱戦となった。小選挙区では太田に敗れたが（44,721票，得票率21.04%，惜敗率50.53%）、比例東京ブロックにて初当選した（885,927票，得票率15.37%）。
2015年8月15日に在日本大韓民国民団の第70回光復節に出席した。

### 落選後
2017年の第48回衆議院議員総選挙では小選挙区（東京12区・比例東京ブロックとの重複立候補）で落選し、比例復活もできず議席を失った。
2020年1月、第28回党大会において、193人の党中央委員の1人に選出される。
2021年の第49回衆議院議員総選挙では小選挙区（東京12区・比例東京ブロックとの重複立候補）で落選し、比例復活もできなかった。
2023年6月、「今の私の体の状態では過酷な総選挙を候補者として走り切るのは無理がある」ため「次期総選挙に立候補しない」と自身のwebサイトで発表した。

## 政策・主張

### 憲法
- 憲法改正について、2017年、2021年のアンケートで「反対」と回答[19][20]。

- 9条改憲について、2014年のアンケートで「反対」と回答[21]。9条への自衛隊の明記について、2021年のアンケートで「反対」と回答[22]。

- 憲法を改正し緊急事態条項を設けることについて、2021年の毎日新聞社のアンケートで「反対」と回答[23]。

### 外交・安全保障
- 安全保障関連法の成立について、2017年のアンケートで「評価しない」と回答[19]。
- 「他国からの攻撃が予想される場合には敵基地攻撃もためらうべきではない」との問題提起に対し、2017年、2021年のアンケートで「反対」と回答[19][20]。
- 「北朝鮮に対しては対話よりも圧力を優先すべきだ」との問題提起に対し、2017年、2021年のアンケートで「反対」と回答[19][20]。
- 普天間基地の辺野古移設について、2021年のアンケートで「反対」と回答[20]。

### ジェンダー
- LGBTの差別解消を公約の一つに掲げ、レインボーをイメージカラーとしている[24]。2015年3月5日、初めての国会質問で性的マイノリティーについて質疑を行った[25][26][27]。
- 選択的夫婦別姓制度の導入について、2017年、2021年のアンケートで「賛成」と回答[19][20]。
- 同性婚を可能とする法改正について、2017年、2021年のアンケートで「賛成」と回答[19][20]。
- 「LGBTなど性的少数者をめぐる理解増進法案を早期に成立させるべきか」との問題提起に対し、2021年のアンケートで「賛成」と回答[20]。
- クオータ制の導入について、2021年のアンケートで「賛成」と回答[22]。

### その他
- アベノミクスについて、2017年のアンケートで「評価しない」と回答[19]。
- 安倍内閣による森友学園問題・加計学園問題への対応について、2017年のアンケートで「評価しない」と回答[19]。
- 森友学園への国有地売却をめぐる公文書改竄問題で、2021年5月6日、国は「赤木ファイル」の存在を初めて認めた[28]。しかし5月13日、菅義偉首相はファイルの存在を踏まえた再調査を行わない考えを報道各社に書面で示した[29]。9月の自民党総裁選挙で総裁に選出された岸田文雄も10月11日、衆議院本会議の代表質問で再調査の実施を否定した[30]。国の対応をどう考えるかとの同年の毎日新聞社のアンケートに対し「さらに調査や説明をすべきだ」と回答[23]。
- 「治安を守るためにプライバシーや個人の権利が制約されるのは当然だ」との問題提起に対し、2017年のアンケートで「反対」と回答[19]。
- 原発は日本に必要ないと明言している[24][21]。2015年3月8日に国会議事堂前で行われたNo Nukes Day 反原発☆統一行動に志位和夫委員長・吉良よし子参院議員・藤野やすふみ衆院議員と共に参加し、壇上で挨拶した[31]。
- カジノの解禁に反対[21]。
- 「特定秘密保護法」は必要ないとしている[21]。
- 政党助成金・企業団体献金の廃止に賛成[21]。
- 「道徳」を小中学校の授業で教え、評価する事に反対[21]。
- 首相は靖国神社に参拝すべきではないとしている[21]。
- 「村山談話」及び「河野談話」を見直すべきでないとしている[21]。
- ヘイトスピーチに反対しており[24]、法律で規制することに賛成[21]。
- 受動喫煙防止を目的に飲食店等の建物内を原則禁煙とする健康増進法改正に賛成[32]。
- 2017年6月7日の第193回衆議院法務委員会にて、無罪推定の原則のために現行の挙証責任が被害者となっていることに反対し、挙証責任を加害者に負わせることを主張[33]。国際弁護士の山口貴士は池内は、刑事訴訟法も、無罪推定の原則も、適正手続も理解していないと指摘している[34]。

## 人物・発言

### 衆院選初当選に際して
赤旗国民運動部のTwitterによれば、池内の当選後の第一声は「待ってろ安倍!」だったとし、次いで落ち着いてから「歴史と向き合う日本にしたい。レイシズムは許さない」と表明。2014年12月17日、『生放送!とことん共産党』において東京12区は対立軸の鮮明な面白い選挙区だったと語った。

### ヒトラー風の安倍晋三首相の顔写真を貼り付けたドラムを叩く催し
2014年11月に開催された「赤旗まつり」でヒトラーの髭を安倍晋三首相のモノクロの顔写真に書き加えた、ヒトラー風の安倍首相写真をドラムに貼り付け、そのドラムを叩くパフォーマンスを行っている。「安倍晋三首相の顔写真をデザインしたドラムを叩く催し」をTwitterで吉良佳子が「ドラムレクチャーなう」とツイートし、池内さおりは「熱く盛り上がりました！これからも叩くぞー！！！」などとツイートしたため、インターネットでは、やり過ぎだという批判も集まった。J-CASTの取材に対し、日本共産党の広報部は、「表現の自由」だと問題視しない方針を発表している。

### ISILによる日本人拘束事件に際して
ISILによる日本人拘束事件では、拘束された日本人男性2名のうち1名の殺害画像がインターネット上に公開された2015年1月24日夜、安倍晋三首相が会見で「言語道断、許し難い暴挙」と述べたことを受け、池内は25日1時の時点で「こんなにも許せないと心の底から思った政権はない。『ゴンゴドウダン』などと、壊れたテープレコーダーの様に繰り返し、国の内外で命を軽んじ続ける安倍政権。安倍政権の存続こそ、言語道断。本当に悲しく、やりきれない夜。眠れない」（原文ママ）と、Twitterに投稿した。
イスラム過激派組織ISILの行為は非難せずに政権批判のみを行なったこの投稿に対し、読者から様々な批判コメントが寄せられ、まもなく該当メッセージは削除された。当初、池内は削除理由を明らかにしていなかったが、1月26日に「今の時期に昨日のようなツイートは不適切だと考え削除しました。お詫びいたします。」とTwitterに投稿した。同日には、志位和夫委員長が記者会見で池内の投稿について「不適切」との認識を示していた。

### その他
- 家族は夫と愛犬のボストンテリアで 「姓を変える必要性を感じない」として、事実婚のままである[44]。

## 出演
- 『百年と希望』（2022年6月18日公開）[45][46]

## 著作・寄稿
- 「私にとってのバイブル」『女性のひろば』第389巻2011年07月号、日本共産党中央委員会、2011年6月3日、96-98頁、ASIN B0055D79PG。